# Толстенькое
Толстенькое (укр. Товстеньке) — село в Колындянской сельской общине Чортковского района Тернопольской области Украины.
Население по переписи 2001 года составляло 930 человек. Почтовый индекс — 48521. Телефонный код — 3552.